# Вард Аллен
Вард Аллен (англ. Warden Ambrose "Ward" Allen; 11 травня 1922, Кірктон, Онтаріо — 3 серпня 1965, Галль, Квебек) — канадський скрипаль, композитор і співак у жанрі традиційного кантрі та олд-тайм. Автор знаменитої скрипкової композиції «Maple Sugar».

## Життєпис
Аллен народився в Кірктоні, Онтаріо. У дитинстві втратив зір на одне око та переніс складну операцію на черепі, після чого серйозно захопився скрипкою. У 12 років почав виступати на місцевих заходах, а згодом — на радіо. У юності працював у Манітобі та Британській Колумбії, проте повернувся до Онтаріо, де продовжив музичну кар'єру.
У 1953 році переміг у престижному конкурсі скрипалів Canadian Open Old Time Fiddlers’ Contest. Після цього підписав контракт зі Sparton Records, де випустив серію платівок «Ward Allen Presents Maple Leaf Hoedown» та сингл «Maple Sugar» / «Back Up and Push». «Maple Sugar» став його найбільшим хітом і згодом класикою канадського скрипкового репертуару.
З 1955 по 1964 рік Аллен був учасником гурту «The Happy Wanderers», який виступав на радіостанції CFRA в Оттаві, а пізніше — на телеканалі CJOH.
Помер 3 серпня 1965 року від серцевої недостатності в місті Галль, Квебек, у віці 43 років.

## Визнання
- Посмертно включений до Зали слави кантрі-музики Оттави у 1982 році[7].
- У 1993 році — до Зали слави Канадської асоціації кантрі-музики[8].
- У 1994 році — до North American Fiddlers Hall of Fame[9].

## Спадщина
Аллен є автором понад 20 творів для скрипки, серед яких: «Maple Sugar», «Mr and Mrs Maple», «C.N.E. Breakdown», «The Old Box Stove», «Heather On The Hill». Після його смерті були видані триб'ют-альбоми, зокрема:
- «Old Time Fiddle Favourites of Ward Allen» (Грем Таунсенд)[11],
- «A Tribute to Ward Allen» (Джиммі Аллен),
- «The Maple Sugar Blues» (Mac Beattie).

## У виконанні українсько-канадських виконавців
Широко виконувався і виконується україно-канадськими виконавцями, зокрема The Interlake Polka Kings, By Request, The Ukrainian Oldtimers.

## Вибрана дискографія
- Maple Sugar / Back Up and Push — Sparton, 1956 (сингл)
- Maple Leaf Hoedown Vol. 1–3 — Sparton, 1957—1959
- The Best of Ward Allen — GRT Records, 1973
- Ward Allen Canadian Fiddle Tunes — нотне видання, BMI Canada, 1956 і 1961